# NGC 5889
NGC 5889 ist eine Balken-Spiralgalaxie vom Hubble-Typ SBb im Sternbild Bärenhüter am Nordsternhimmel. Sie ist schätzungsweise 582 Millionen Lichtjahre von der Milchstraße entfernt und hat einen Durchmesser von etwa 155.000 Lichtjahren.
Im selben Himmelsareal befinden sich unter anderem die Galaxien NGC 5886, NGC 5888, PGC 2178034, PGC 2178411.
Das Objekt wurde am 25. April 1851 von Bindon Stoney, einem Assistenten von William Parsons, entdeckt.